# Judaslohn
Judaslohn bezeichnet den Lohn, den gemäß den drei synoptischen Evangelien Judas Iskariot, ein Jünger Jesu von Nazaret, dafür erhielt, dass er dessen Festnahme in Jerusalem ermöglichte.

## Bedeutungen
Das Wort kann zwei Bedeutungen haben: Zum einen kann damit ein schrecklicher Tod gemeint sein, denn nach Jesu Kreuzigung beging Judas Suizid durch Erhängen (Mt 27,5 ) bzw. starb bei einem Unfall, bei dem „seine Eingeweide hervorquollen“ (Apg 1,18 ). Diese Bedeutung ist die älteste, die im deutschen Sprachraum nachweisbar ist. In einem um 1250 verfassten Lanzelotroman wird einem Verräter „der Lohn des Judas“ angewünscht.
Zum anderen ist mit Judaslohn das Geld gemeint, das Judas für seinen Verrat erhielt. Nach Mt 26,15  verlangte und bekam er dafür von den Hohepriestern 30 Silberstücke, womit vermutlich tyrische Schekel gemeint sind. Der Gegenwert liegt heute umgerechnet zwischen dem Wert eines Esels und 10.000 Euro. Gemeinhin wird die Summe aber als geringwertig veranschlagt, um seine Tat umso unverständlicher erscheinen zu lassen.
Nach Mt 27,3–8  gab ihnen Judas das Geld reuevoll zurück und sie kauften den Blutacker, einen ehemaligen Töpferacker, den sie als Friedhof für Fremde nutzen wollten. Nach Apg 1,18–19  war es dagegen Judas selbst, der das Grundstück erwarb. In dieser Bedeutung, als „Lohn für Verrat“, lässt sich das Wort erstmals in frühneuzeitlichen Predigten nachweisen.

## Rezeption

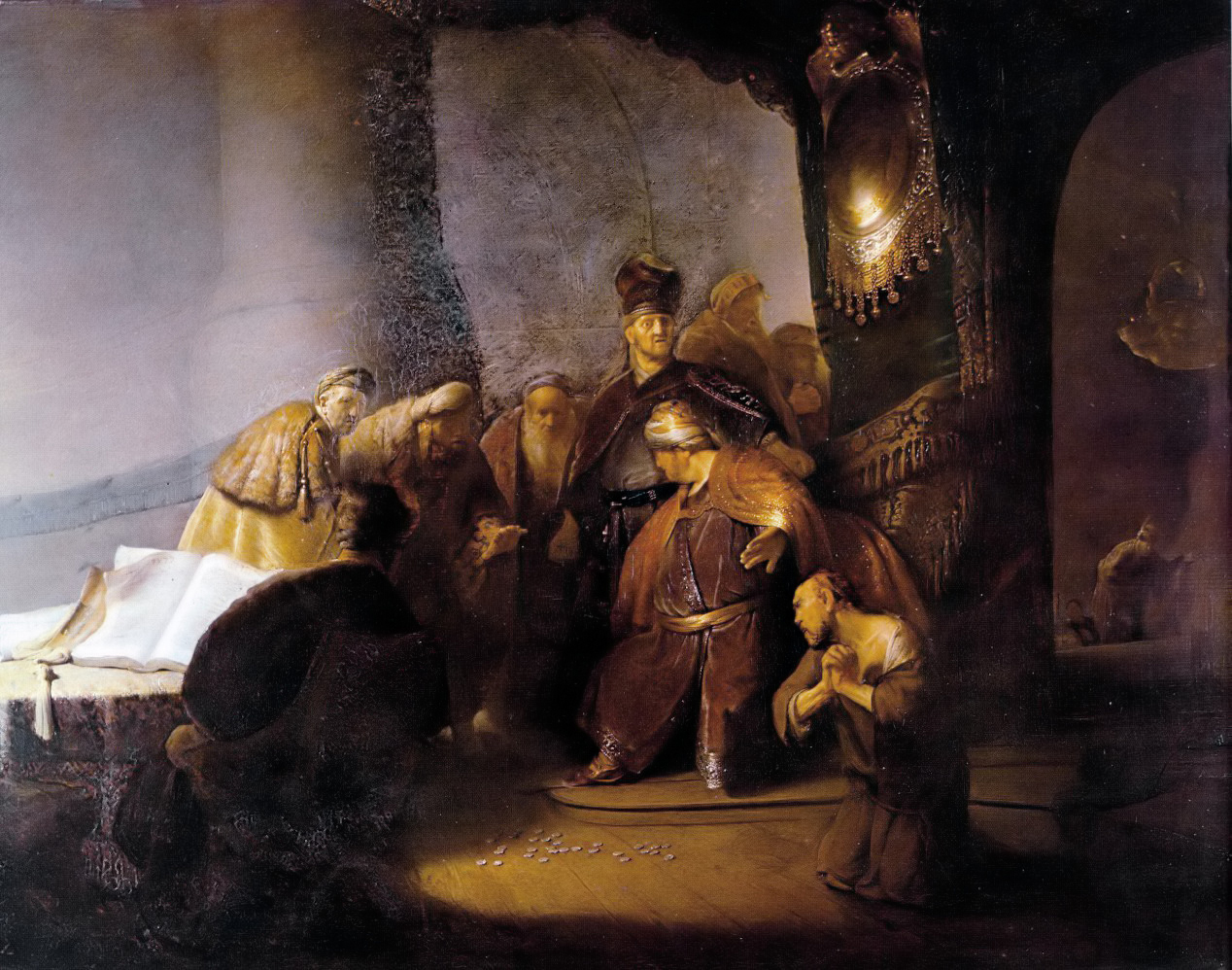
Rembrandt van Rijn: Judas bringt die 30 Silberlinge zurück, 1629

In der zweiten Bedeutung wurde der Judaslohn bald mit Juden assoziiert und antijudaistisch aufgeladen. In der Ikonographie wird Judas traditionell mit einem Geldbeutel dargestellt, in Passionsgebeten werden die 30 Silberstücke unter die Leidenswerkzeuge gerechnet, die Juden erscheinen hier als die Vollstrecker der Kreuzigung. Den Juden des Kirchenstaats wurde im Späten Mittelalter eine Sondersteuer abgefordert, die unter explizitem Bezug auf den Judaslohn eine bestimmte Summe + 30 betrug.
Rembrandt van Rijn malte 1629 das Bild Judas bringt die 30 Silberlinge zurück. Weitere Darstellungen desselben Sujets gibt es von Mattia Preti (etwa 1640), Simó Gómez (1874) und  James Tissot (um 1890).
Friedrich Schiller benutzte die Metapher 1799 in Wallensteins Tod, als er den Oberst Wrangel ausrufen lässt, man werde sich nicht durch Geldangebote zum Rückzug nach Schweden verlocken lassen: „Nein! wir haben / Um Judas’ Lohn, um klingend Gold und Silber,  / Den König auf der Walstatt nicht gelassen, / So vieler Schweden adeliges Blut, / Es ist um Gold und Silber nicht geflossen!“
Im 19. Jahrhundert wurde der Begriff in der Dreyfus-Affäre antisemitisch instrumentalisiert. Eine katholische Zeitschrift im südfranzösischen Rodez wetterte am 2. Dezember 1894 gegen Alfred Dreyfus, „den Judassohn, […], diesen Verräter, der sein Land für dreißig Silberlinge verkauft hat“.
In der ersten Ausgabe des Stürmers im April 1923 schrieb Julius Streicher über eine vermeintliche Intrige der Juden gegen ihn: „Über meine politische ‚Leiche‘ hinweg sollten die Adern geöffnet werden, aus welchen Tagediebe und Verbrecher ihren Judaslohn zu trinken hofften.“
In seiner Rede an die „Völker der Welt“ bezeichnete der Berliner Oberbürgermeister Ernst Reuter am 9. September 1948 vor etwa 300.000 Menschen die SED als „erbärmliche Kümmerlinge, die für dreißig Silberlinge sich selbst und ihr Volk an eine fremde Macht verkaufen wollen“. 1951 dichtete Bertolt Brecht den Herrnburger Bericht, der als Chorwerk von Paul Dessau vertont werden sollte: „Adenauer, Adenauer zeig Deine Hand, für 30 Silberlinge verkaufst Du unser Land.“
Marius Müller-Westernhagen veröffentlichte 1994 den Song Judaslohn. 2005 veröffentlichte der Schriftsteller Andree Hesse den Krimi Der Judaslohn.
Der AfD-Politiker Stephan Brandner bezeichnete 2019 die Verleihung des Bundesverdienstkreuzes an Udo Lindenberg als „Judaslohn“. Unter anderem dies führte zu Antisemitismusvorwürfen und seiner Abwahl vom Amt als Vorsitzender des Rechtsausschusses des Deutschen Bundestages seitens aller anderen Fraktionen im Bundestag.
Das Einjährige Silberblatt wird im Volksmund Judassilberling genannt.